# Matthew Cohen
Matthew Joseph Cohen, detto Matt (Miami, 28 settembre 1982), è un attore e regista statunitense.

## Biografia
Nato a Miami da genitori di origini ebraiche, ha frequentato la "American Heritage School" dove si è laureato nel 2001.

## Filmografia

### Regista
- Bald: A Documentary (2017)
- Mama Bear (2019)

### Cinema
- Peep Show, regia di Charlie Call (1999) - cortometraggio
- South of Nowhere, regia di Robert Townsend, Paul Hoen e Donna Deitch (2005)
- Boogeyman 2 - Il ritorno dell'uomo nero (Boogeyman 2), regia di Jeff Betancourt (2007)
- Emotional Arithmetic, regia di Paolo Barzman (2007)
- The Outside, regia di Ari Davis (2009)
- Jordon Saffron Taste This!, regia di Sergio Myers (2009)
- Dark House, regia di Darin Scott (2009)
- The People vs. George Lucas, regia di Alexandre O. Philippe (2010)
- Sunnyview, regia di Courtney Rowe (2010) - cortometraggio
- Chain Letter, regia di Deon Taylor (2010)
- L.A. Paranormal, regia di John Gonzales (2011)
- Tai Chi & Qi Gong Basics, regia di James Wvinner (2011) - cortometraggio
- Chutes and Ladders, regia di Lee Ehlers (2012)
- Hard Crime, regia di Lee Ehlers (2014)
- Liquorice, regia di Natalie Bible' (2015)
- Windsor Drive, regia di Natalie Bible' (2015)
- Wrestling Isn't Wrestling, regia di Max Landis (2015) - cortometraggio
- The Husband, regia di Lane Shefter Bishop (2019)

### Televisione
- General Hospital - serie TV (1963-in corso)
- The OC - serie TV (2003-2007)
- A sud del paradiso - serie TV (2005-2008)
- 90210 - serie TV (2008-2013)
- Supernatural - serie TV (2008-2015)
- Rockville CA - webserie (2009)
- NCIS: Los Angeles - serie TV (2010)
- Junk Raiders 2 - serie TV (2011)
- Le regole del delitto perfetto - serie TV (2015)
- Guidance - webserie (2015-2017)
- Darby Forever, regia di Osmany Rodriguez (2016) - film direct-to-video
- Criminal Minds: Beyond Borders - serie TV (2016-2017)
- Kings of Con - serie TV (2016)
- Holiday Date, regia di Jeff Beesley (2019) - film TV

## Doppiatori italiani
Nelle versioni in italiano delle opere in cui ha recitato, Matthew Cohen è stato doppiato da:
- Francesco De Francesco in The O.C.[1]
- Fabrizio Manfredi in Boogeyman 2 - Il ritorno dell'uomo nero[2]
- Andrea Mete in Supernatural[3]
- Federico Di Pofi in 90210[4]
- Roberto Certomà in NCIS: Los Angeles[5]
- Paolo Vivio in Criminal Minds[6]
- Marco Vivio ne Le regole del delitto perfetto[7]